# Штабний коледж у Камберлі
Штабний коледж у Камберлі (англ. Staff College, Camberley; (RMC) — вищий військовий навчальний заклад Британської армії, що існував з 1802 до 1997 року. Штабний коледж був основним центром підготовки офіцерів штабної ланки власно британської армії та представницьких армій Британської Індії (згодом об'єднаних в Індійську армію). Навчальний заклад заснований на основі Королівського військового коледжу Хай-Вікомбі, що вів свою історію з 1799 року, який в 1802 році став старшим інститутом нового Королівського військового коледжу.
У 1858 році коледж змінив назву на Штабний коледж, а в 1870 році він був відокремлений від Королівського військового коледжу. Окрім періодів закриття під час великих воєн, Штабний коледж продовжував функціонувати до 1997 року, коли був об'єднаний у новий Об'єднаний командно-штабний коледж видів Збройних сил Великої Британії, в якому здійснюється навчання офіцерів армії, ПС, флоту, апарату Міністерства та інших структур. Еквівалентом у Королівському флоті був Королівський військово-морський коледж у Гринвічі, а еквівалентом у Королівських Повітряних силах — Штабний коледж у Блекнейлі.